# De Kuile
De havezate De Kuile stond ten westen van het Nederlandse dorp Hoonhorst, provincie Overijssel. Er zijn geen zichtbare restanten van de havezate bewaard gebleven. 

## Geschiedenis
De historie van De Kuile gaat mogelijk terug tot Seino ter Kuelen, schout te Dalfsen in 1376. De eerste echte vermelding van De Kuile dateert echter uit 1427: een bisschoppelijke schattingslijst vermeldt dat ene Roelof meier was van het goed ‘ter Culen’ bij Lenthe. In 1445 maakte Hans Schulting gebruik van dit goed, in 1490 Robert en Herman ter Kuylen.
De familie Ten Water was al in de 15e eeuw actief in Lenthe en in 1520 kreeg Jacob ten Water het goed De Kuile in bezit. Hij liet het na aan zijn dochter Elsebe, die trouwde met Hendrik van Velthuysen. Rond 1580 woonde deze Hendrik op het goed De Kuile. Zijn zoon Seino verkocht in 1590 De Kuile aan zijn zus Geeske en haar man Caspar Berentsen.
Deze Caspar was burgemeester van Zwolle en deed in 1602 een poging om vrijgesteld te worden van belastingen vanwege zijn bezit van De Kuile. Hoewel de ridderschap erkende dat De Kuile als havezate werd beschouwd, kon Caspar er geen rechten aan ontlenen: hij was namelijk niet riddermatig. Pas in 1635 wist Geeske – inmiddels weduwe – de vrijstelling te bewerkstelligen.
Geertruid Berentsen – dochter van Geeske en Caspar – bracht De Kuile in bij haar huwelijk met Johan Blanckvoort in 1639. Hij was eigenaar van havezate Collendoorn en ontleende daar zijn lidmaatschap van de landdag aan. Collendoorn raakte echter beschadigd tijdens de oorlog met Münster en Keulen, waardoor het echtpaar zich in 1675 vestigde op De Kuile. Hun zoon Philip Gerard Blanckvoort erfde De Kuile in 1691. Hij trouwde met zijn nicht, maar het huwelijk bleef kinderloos waardoor De Kuile in 1710 werd geërfd door diverse leden van de familie Blanckvoort. Na kortstondig door een van hen te zijn bewoond kwam de havezate vanaf 1712 leeg te staan.
Maria Dreesman kocht De Kuile in 1734 bij een openbare verkoping. Zij was de weduwe van Arnoldus van Arnhem, met wie zij een zoon Philippus had. Na het overlijden van Maria kreeg Philippus in 1747 de havezate in bezit. Hij overleed kinderloos in 1786, waarna De Kuile bij zijn zus Elisabeth terecht kwam. Haar zoon Warnerus Johannes Helmich zou de havezate erven, maar liet het in 1789 al na aan zijn zus Arnoldina Antonia. Zij was gehuwd met de Zwolse burgemeester Gerardus Everhardus Vos de Wael. Het huis stelde overigens weinig meer voor: het was dermate bouwvallig geworden dat het nauwelijks meer waarde had en in 1804 werd het afgebroken.
De Kuile werd vervolgens geërfd door hun dochter Anna Cornelia, echtgenote van Franciscus baron van Lamsweerde. In 1871 overleed de baron en zijn erfgenamen verkochten nog datzelfde jaar het goed, bestaande uit de erven Koelemans en Blankvoort. De nieuwe eigenaar was Johannes Schrijver Janszoon, pachter van Blankvoort. Deze boerderij was overigens het voormalige bouwhuis van de havezate. In 1882 werd de slotgracht gedempt, zodat de grond waar de havezate op had gestaan, bij de landerijen kon worden getrokken. Johannes verkocht de erve Blankvoort in 1885.
In 1889 werd ook de boerderij Blankvoort – het laatste restant van de oude havezate – afgebroken en er verrees een nieuwe boerderij. In 1949 omvatte het goed ruim 17 hectare aan grond. De boerderij is in de 20e eeuw nogmaals vervangen door nieuwbouw.

## Beschrijving
De Kuile was een van de kleinere havezaten. In 1675 bleef het haardstedengeld beperkt omdat er slechts twee haarden aanwezig waren. De brouwerij die er toen ook was, bleek in 1683 weer te zijn verdwenen. 
In 1734 werd de havezate openbaar verkocht. Het complex bestond toen uit het huis zelf, een erve Ter Kuile, een erve De Horst, katerstede De Mars, boomgaarden en landerijen. De eigenaar had tevens recht op een stoel en grafruimte in de kerk van Dalfsen. Bij Kipsdijk mocht de eigenaar turf laten steken. 
Nadat het woonhuis in 1804 was afgebroken, bleef er alleen een agrarisch goed over. In 1871 ging het om twee erven, waarvan Blankvoort het voormalige bouwhuis van de havezate was. 
Door het dempen van de grachten in 1882 en het slopen van het bouwhuis in 1889 is er van de havezate De Kuile niets meer overgebleven.
Ahnem · Den Alerdinck · Arendshorst · Arkelstein · Averbergen · Beerze · Den Berg · Bergentheim · Blankena · Borgele · Boskamp · Boxbergen · Bredenhorst · Buckhorst · Campherbeek · Collendoorn · Den Dam · Dieze · Dingshof · Den Doorn · Hof te Dorth · Eerde · Egede · De Gelder · Gerner · Glinthuis · Gramsbergen · De Groote Scheere · De Grote Weede · De Haere · Haerst · Hagenvoorde · Heemse · Herxen · Hoenlo · Hofstede · 't Hogeholt · Hogenhof · 't Hoogehuis · Junne · Kranenburg · Krijtenberg · De Kuile · Het Laar · Langeveldslo · Leemcule · Luttenberg · Melenhorst · Mennigjeshave · Nijenhuis · Oosterveen · Den Ordel · De Pol · Pothof · Rande · Rechteren · Het Reelaer · Rhaan · Rollecate · Rutenberg · Schoonheten · Schuilenburg · Vechterweerd · Velner · Venebrugge · Verborg · Voorst · Vrieswijk · Werkeren · Westerveld · Windesheim · Wittenstein · Wolfshagen · Zuthem
Den Aalshorst · Den Alerdinck · Huis Almelo · Arkelstein · Averbergen · Azoelen · Backenhagen · Bellinckhof · Den Berg · Huis Bergentheim · Beugelskamp · Beverfeurde · Blankena · Hof te Boekelo · Borgbeuningen · Havezate Boskamp · Boxbergen · Havezate Brecklenkamp · Bredenhorst · Buckhorst · Campherbeek · Colckhof · Den Dam · Huis Diepenheim · Dingshof · Dubbelink · Kasteel Eerde · Egede · Havezate Elsen · Everlo · Landgoed Frieswijk · Glinthuis · Huis Gramsbergen · Grimberg · Grotenhuis · De Haere · Haerst · Hagmeule · Slot Hardenberg · Huis Heeckeren · Huis Hengelo · Herxen · Hofstede · Hogenhof · Hondeborg · Katenhorst · Kevelham · Kranenburg · De Kuile · Het Laar · Leemcule · Luttenberg · Mataram · Mennigjeshave · Nijenhuis (Diepenheim) · Nijenhuis (Olst-Wijhe) · Oldemeule · Olidam · Oosterhof · Huis te Ootmarsum · Den Ordel · Pekkedam · Pothof · Rande · Kasteel Rechteren · Het Reelaer · Rhaan · Rutenberg · Huis Saasveld · Havezate Schoonheten · Havezate Schuilenburg · Singraven · Stoevelaar · Kasteel Toutenburg · Twickel · Vechterweerd · Venebrugge · Kasteel Voorst · Warmelo · Wegdam · Weldam · Weleveld · Huis Werkeren · Westerflier · Wittenstein · Zuthem